# Ипигуа
Ипигуа (порт. Ipiguá)  —  муниципалитет в Бразилии, входит в штат Сан-Паулу. Составная часть мезорегиона Сан-Жозе-ду-Риу-Прету. Входит в экономико-статистический  микрорегион Сан-Жозе-ду-Риу-Прету. Население составляет 6761 человек на 2022 год. Занимает площадь 136,028 км². Плотность населения — 49,7 чел./км².

## История
Город основан 31 декабря 1993 года.

## Статистика
- Валовой внутренний продукт на 2003 составляет 72.273.412,00 реалов (данные: Бразильский институт географии и статистики).
- Валовой внутренний продукт на душу населения на 2003 составляет 18.380,83 реалов (данные: Бразильский институт географии и статистики).
- Индекс развития человеческого потенциала на 2000 составляет 0,790 (данные: Программа развития ООН).